# Saparmurat Niazov
Saparmurat Ataýewiç Niazov of Saparmoerad Atajevitsj Nijazov, ook wel gespeld als Saparmyrat Ataýewiç Nyýazow/Niyazov/Niazov (Gypdjak, 19 februari 1940 - Asjchabad, 21 december 2006) was de autocratische president van Turkmenistan van 1990 tot zijn dood in 2006.

## Jeugd en vroege carrière
Niazov werd niet ver van Asjchabad geboren binnen de Tekke-stam. Zijn vader kwam om tijdens de Tweede Wereldoorlog. Zijn moeder en nog enkele familieleden stierven in 1948 tijdens een grote aardbeving. Andere, anti-Niazov bronnen beweren dat zijn vader een deserteur was, en zijn moeder een prostituee. Daarna groeide Niazov een tijd lang op in weeshuizen die onder leiding stonden van de communistische partij. Later werd hij opgevoed door een ver familielid.
In 1962 werd Niazov lid van de communistische partij. Hij studeerde aan het Polytechnisch Instituut in Leningrad en promoveerde in 1966.

## Eerste secretaris communistische partij
In maart 1985 werd hij voorzitter van de Raad van Ministers (premier) van de Turkmeense Socialistische Sovjetrepubliek. In december 1985 trad hij als voorzitter van de Raad van Ministers af en werd eerste secretaris van de Turkmeense Communistische Partij (TCP).
In 1990 werd Niazov tevens voorzitter van de Opperste Sovjet van Turkmenistan en daarmee de facto president. Tijdens de Augustusstaatsgreep in Moskou van 1991, waarbij Michail Gorbatsjov werd afgezet, zweeg Niazov en veroordeelde de coup niet. Toen Gorbatsjov echter drie dagen later in ere werd hersteld, wist Niazov dat de Sovjet-Unie in feite slechts in naam bestond en werd hij een nationalist.

## President van Turkmenistan enTürkmenbaşy
Op 27 oktober 1990 werd Niazov door de Turkmeense Opperste Sovjet (parlement) tot president van de Turkmeense SSR gekozen. Bij de presidentsverkiezingen van juni 1991 werd hij met 99% (!) van de stemmen in zijn ambt bevestigd. Op 27 oktober 1991 trad de Turkmeense SSR uit de Unie van Socialistische Sovjetrepublieken en werd de onafhankelijke Republiek Turkmenistan (Respublikasy Turkmenistan) uitgeroepen. In mei 1992 werd Niazov tevens premier en hief hij de TCP op en richtte de Turkmeense Democratische Partij (TDP) op. Niazov transformeerde Turkmenistan in feite tot een eenpartijstaat, hoewel er ook een 'loyale oppositiepartij' werd gecreëerd. Vanaf toen regeerde Niazov als autoritair president en liet kritische journalisten en oppositieleiders opsluiten.
Op 22 oktober 1993 nam president Niazov de titel Türkmenbaşy aan, wat zoiets betekent als 'Leider der Turkmenen' of 'Hoofd der Turkmenen.'
Niazov probeerde op zijn eigen wijze om Turkmenistan de moderne wereld binnen te loodsen door van het land het Koeweit van Centraal-Azië te maken. Onder de Turkmeense bodem bevinden zich grote gasvelden. In 1994 werd Niazovs presidentschap per referendum met 8 jaar verlengd. De president won het referendum met 99,9% van de stemmen en als dank ontving ieder Turkmeens huishouden gratis water en gas. In 1999 werd er opnieuw een referendum gehouden en werd Niazov tot president voor het leven gekozen.
Niazov deed geen moeite om het regime voor de buitenwereld een 'democratisch tintje' te geven.

## Persoonsverheerlijking
De persoonsverheerlijking van de Türkmenbaşy nam vreemde vormen aan. Overal in het land verschenen er standbeelden van de president en zijn familieleden. De stad Krasnovodsk (Красноводск) aan de Kaspische Zee gaf hij een nieuwe plaatsnaam: Türkmenbaşy. Verder zijn vliegvelden, stations en zelfs een meteoriet naar de president vernoemd. Sinds 1993 prijkt zijn gezicht op de bankbiljetten.
Niazovs ideologische gedachtegoed liet hij neerschrijven in zijn boek Ruhnama, een soort autobiografie van Niazov, aangevuld met de geschiedenis van Turkmenistan en enkele teksten uit de Koran. Net als het Rode Boekje van Mao Zedong en het Groene Boekje van Moammar al-Qadhafi, werd de Ruhnama bestudeerd alsof het een heilig boek betreft. Elk jaar worden de Turkmeense ambtenaren getest op hun kennis van de Ruhnama.
Niazov verklaarde op de staatstelevisie dat iedereen die de Ruhnama driemaal zou lezen, rechtstreeks naar de hemel zou gaan. Dat zou hij bij God afgesmeekt hebben tijdens het schrijven van de Ruhnama.
In 2002 liet Niazov de maand januari naar zichzelf noemen. De maand april werd 'moeder' in het Turkmeens, naar zijn moeder die stierf in zijn kindertijd. Ook de Ruhnama kreeg een maand toegewezen.
Verder heeft de president ook een nationale feestdag uitgevonden voor zowel het tapijt als de meloen, die na aardgas de belangrijkste exportproducten van Turkmenistan zijn. Er is ook een nationale feestdag voor de ouders van Niazov.
Schoolmeisjes moesten een bonten mutsje dragen, want dat vond Niazov schattig. Baarden vond de president 'onhygiënisch', lang haar en gouden tanden waren verboden.
De president liet een groot paleis voor zichzelf bouwen.
In de hoofdstad Asjchabad is in 1998 een gouden beeld van Niazov geplaatst dat met de zon meedraait. In 2010 is de toren met het beeld verplaatst naar een buitenwijk. Sindsdien draait het beeld niet meer.
Na 2004 nam de persoonsverheerlijking af en worden posters en aanplakbiljetten van Niazov vervangen door posters en aanplakbiljetten met 'nationale thema's'. In hetzelfde jaar echter, werden op bevel van Niazov alle landelijke bibliotheken gesloten. Omdat alle oudere boeken in het cyrillisch alfabet verboden zijn, en sedert de invoering van het Latijnse alfabet niet herdrukt werden, zijn in alle bibliotheken overigens enkel werken van Niazov zelf te vinden. Ook in 2004 werden alle verplegers en medische assistenten ontslagen en vervangen door dienstplichtige soldaten. Een jaar later werden alle ziekenhuizen en klinieken buiten Asjchabad gesloten. In januari 2006 berichtten Russische kranten dat een nieuw decreet het pensioen (waarde tussen 10 en 90 Amerikaanse dollar) ontnam aan alle invaliden en alle Turkmenen die niet minstens 30 jaar arbeid in Turkmenië buiten een kolchoz konden bewijzen (het ging wellicht om één derde van alle gepensioneerden). Dezelfde categorieën gepensioneerden dienden zelfs alle "onterecht" gestorte pensioenen van de twee laatste jaren terug te betalen. De Turkmeense overheid bestempelde dit als "lasterlijke Russische propaganda". Het is voorlopig nog onduidelijk of deze maatregel wel degelijk werd uitgevoerd, teruggedraaid werd of gewoon foutieve informatie vormde.

## Islam
De islam en de Russische orthodoxie zijn de enige toegestane godsdiensten in Turkmenistan. In 1999 werden een kerk van de zevendedagsadventisten en een tempel van de Hare Krishna-beweging van overheidswege gesloten.
Hoewel Niazov zichzelf presenteerde als een goed (soennitisch) moslim en op bedevaart ging naar Mekka, werden fundamentalisten (dit etiket werd ook opgeplakt bij andere tegenstanders van Niazov) vervolgd.
In 2002 werd er een mislukte aanslag op het leven van Niazov gepleegd en sindsdien nam de onderdrukking van de oppositie toe. Vooral kort na de aanslag vonden er veel arrestaties plaats van oppositieleden en familieleden van opposanten van de president.

## IJspaleis
Niazovs laatste idee was het bouwen van een ijspaleis "groot genoeg voor 1000 mensen", aldus de president. Dit ijspaleis moest worden gebouwd in de bergen vlak buiten de hoofdstad Asjchabad en met de hoofdstad verbonden worden met een kabelbaan.

## Overlijden
Eind 2006 overleed Saparmurat Niazov op 66-jarige leeftijd plotseling aan een hartstilstand. Hij werd opgevolgd door vicepremier Gurbanguly Berdimuhamedow.